# 白條鳳胎䲁
白條鳳胎䲁（學名：Pavoclinus graminis），為輻鰭魚綱䲁形目胎䲁科鳳胎䲁屬的一個種，分布於西印度洋莫三比克伊尼揚巴內至南非福爾斯灣海域，本魚體延長，體色多變且融入環境，背鰭硬棘30-35枚、背鰭軟條4-6枚、臀鰭硬棘2枚、臀鰭軟條21-24枚，體長可達16公分，棲息在海草生長的潮間帶潮池，雌魚產附著性卵，雄魚會守護卵，幼魚為浮游性，生活習性不明。